# 2,3,4-Triméthylpentane
Le 2,3,4-triméthylpentane est un hydrocarbure de formule brute C8H18. C'est un des isomères de l'octane et un liquide très inflammable.